# Kathleen Winsor
Kathleen Winsor (16. října 1919 Olivia – 26. května 2003 New York) byla americká spisovatelka. Proslavila se zejména jako autorka historického románu Věčná Ambra, vydaného v roce 1944. Tento román se stal bestsellerem, ačkoliv byl autoritami kritizován za otevřené popisování sexuality. Celkem napsala sedm románů, ale žádný další nedosáhl takového úspěchu jako její debut.

## Dílo
- Věčná Ambra (Forever Amber, 1944)
- Star Money (1950)
- The Lovers (1952)
- America, With Love (1954)
- Poutníci (Wanderers Eastward, Wanderers West, 1965)
- Calais (1979)
- Jacintha (1984)
- Robert a Arabella (Robert and Arabella, 1986)